# Harald Tammer
Harald Tammer (Tallinn, 9 gennaio 1899 – Semënov, 6 giugno 1942) è stato un giornalista, sollevatore, pesista, discobolo e martellista estone.

## Biografia
Fino al 1915 si è formato presso la Eesti Spordiselts Kalev, associazione sportiva estone. Dopo aver preso parte, da membro del Kaitseliit, alla prima guerra mondiale e alla guerra d'indipendenza estone, ha ottenuto i suoi riconoscimenti in ambito sportivo. Ha partecipato alle Olimpiadi 1920 e alle Olimpiadi 1924 nella gara di getto del peso classificandosi rispettivamente al sesto e dodicesimo posto. Nel '24 a Parigi ha conquistato una medaglia di bronzo olimpica nel sollevamento pesi. Due anni prima, nel 1922 a Tallinn, si era guadagnato il titolo di campione del mondo nella categoria pesi massimi.
Ha lavorato come giornalista presso l'Eesti Spordileht e fino al 1940 presso l'Eesti Päevaleht. Inoltre è stato membro del Comitato olimpico nazionale estone e parlamentare. Ha studiato legge e diplomazia a Parigi dal 1931 al 1933.
Nel 1941 è stato accusato di spionaggio dall'Eesti kaitsevägi e deportato in Russia. È deceduto in un gulag nei pressi di Semënov.

## Palmarès

### Olimpiadi
- Bronzo a Parigi 1924 nei sollevamento pesi, pesi massimi.

### Mondiali
- Oro a Tallinn 1922 nei pesi massimi.